# PDFの歴史
当記事ではPortable Document Format (PDF) の歴史について概説する。
PDFは1990年代のはじめにアドビシステムズ（現アドビ）により開発され、2008年にオープンスタンダードとなるまではプロプライエタリなフォーマットであった。以降は国際標準化機構の委員会に属する業界のエキスパートらによるボランティア活動でコントロールされている。

## 沿革
PDFは、1990年代初めに、文書共有を目的として開発された。文書の書式とインラインの図表を保持し、異なるプラットフォームのコンピュータのユーザー間で文書を閲覧するために互換性のあるアプリケーションを利用できない場合にも文書を共有できる。競合としてDjVu（開発続行中）、Envoy、Common Ground社の DigitalPaper, Farallon Replicaのほかにアドビ自身が推進するPostScript format (.ps) がある。初期、 World Wide WebとHTMLが興隆する以前のPDFの主要な用途はデスクトップパブリッシングのワークフローであった。
PDFの初期の普及の足取りは緩やかなものであった。アドビのPDF閲覧・作成ソフトAdobe Acrobatは無償ではなく、また初代バージョンのPDFは文書外部へのハイパーリンクを提供しないためインターネットの特長を活かしていなかった。またプレーンテキストと比べてサイズは大きいためモデムによるダウンロードは時間がかかり、また当時ハイスペックだったPCでも表示は遅かった。
バージョン 2.0より、アドビはAcrobat Reader (現在は Adobe Reader) を無償配布するようになった。初代バージョンとの互換性は保たれており次第に書式を固定した電子文書のデファクトスタンダードの地位を確立した。
2008年にアドビのPDF Reference 1.7はISO 32000:1:2008として策定された。以後のPDF（PDF 2.0を含む）開発はIS のTC 171 SC 2 WG 8においてアドビと専門家らの協力により進められている。

## Adobe による仕様
1993年から2006年にかけてアドビシステムズはPDF仕様に数度にわたり新機能を追加している。アドビにより2006年以降に発効された Extension Levels 定義のいくつかの分野は ISO 32000-2 (PDF 2.0) に取り込まれた。しかし、開発者はアドビの拡張機能がPDFの標準機能ではないことを注意されている。
| バージョン                  | 仕様書                                                               | 発行年 | 新機能 | Acrobat Reader のバージョン |
| --------------------------- | -------------------------------------------------------------------- | ------ | --- | --------------------------- |
| 1.0                         | First                                                                | 1993   | [ 4 ] | Carousel                    |
| 1.1                         | First, revised                                                       | 1994   | パスワード、暗号化（MD5, RC4 40ビット）、device-independent color、スレッドおよびリンク, binary format for smaller files | 2.0                         |
| 1.2                         | First, revised                                                       | 1996   | インタラクティブなページ部品（ラジオボタン, チェックボックス等） インタラクティブ、記入フォーム (AcroForm) Forms Data Format (FDF) により記入内容のインポート、エクスポートをWeb経由で行えるようになった マウスのイベント 外部ムービーの再生 外部または添付の音声の再生 zlib/deflateによるテキストと画像の圧縮 Unicode対応 色管理と代替画像のサポート | 3.0                         |
| 1.3                         | Second                                                               | 2000   | 日本語フォントの埋め込み 電子署名 ICCおよびDeviceN色空間 JavaScript 各種ファイルストリームの添付 (ファイル添付) 注釈種類の追加 Adobe PostScript Language Level 3 imaging modelで追加された機能のサポート イメージのマスク 代替イメージ スムージング ページ番号付けの強化 Webキャプチャ 表示順以外に論理構造表現のサポート CIDフォントのサポート強化 data structures for mapping strings and numbers to PDF objects プリプレス分野のワークフローのサポート 関数のパラメータ化クラスに対応した関数の追加 Acrobat JavaScript Object Specification Version 4.05 | 4.0                         |
| 1.4                         | Third                                                                | 2001   | JBIG2画像圧縮 透明効果 OpenTypeフォント対応 RC4暗号化のキー長が40ビットから128ビットまでに拡張 入力フォームのインタラクティブ性の強化 (FDF)、XMLフォーム投稿、FDFファイルの添付、エクスポート時のUnicode対応、FDFファイルの共同編集と署名の追加 障碍者向けアクセシビリティ機能 Extensible Metadata Platform (XMP) によるメタデータストリーム タグ付きPDF inclusion of printer’s marks 編集時のページ境界の表示 CMaps（フォント対応表）の拡充 alternate presentations PDFファイル間のインポート データ添付のディクショナリのサポート Acrobat JavaScript Object Specification Version 5.1 | 5.0                         |
| 1.5                         | Fourth                                                               | 2003   | JPEG 2000画像圧縮 マルチメディアの添付と再生の強化 object streams cross reference streams フォーム入力の XML Forms Data Format (XFDF) 対応（PDF 1.4のXML対応を代替） フォーム、リッチテキスト、属性をXML Forms Architecture (XFA) 2.02で記述できるようになった（静的XFAフォームのみ対応） PKCS#7公開鍵のサポート（PDF 1.3で追加されたが1.5のリファレンスに初めて記載された）、公開鍵による暗号化、アクセス許可、ユーザー権限の署名（本文を暗号化する必要がなくなった）、SHA-1、RSA鍵の4096ビットサポート 独自の暗号化、復号を実装できるようになった ドキュメントの一部を可視、不可視にする （CAD、layered図画、地図、多言語文書などに対応） JavaScriptで実装するスライドショー表示をサポート（Adobe Reader はScalable Vector Graphics｜SVG 1.0のみ対応 Acrobat JavaScript Scripting Reference, Version 6.0 Windows 98サポートの廃止 | 6.0                         |
| 1.6                         | Fifth                                                                | 2004   | 3D アートワーク（ Universal 3D ファイル形式）のサポート OpenTypeフォントの埋め込み XFA 2.2 によるリッチテキストと属性のサポート (XFA 2.1 および 2.2 では以下のような分野向けに定義されている: 動的な XFA フォーム, XFA 用の W3C XML 電子署名, Web サービス, XFA 'doc-literal' HTTP 経由のSOAP対応, SOAPによるWebサービスのための WSDL 定義, 等) AES 暗号化 PKCS#7 電子署名の SHA256対応,4096ビットまでの DSA 対応 Nチャンネルの色空間サポート ファイル添付の強化, 添付ファイルとの間の相互参照 電子署名による権利管理と改竄検出 Acrobat JavaScript Scripting Reference, Version 7.0 | 7.0                         |
| 1.7 (ISO 32000-1:2008 )     | Sixth                                                                | 2006   | 3Dアートワークへの対応強化 XFA 2.4によるリッチテキストと属性のサポート 複数ファイルの添付 (portable collections) document requirements for a PDF consumer application 新しい文字列形式: PDFDocEncoded 文字列、ASCII文字列、byte文字列 PKCS#7電子署名のSHA384、SHA512、RIPEMD160対応 JavaScript for Acrobat API Reference Version 8.0 (Adobe Acrobat Professional, Acrobat Standard, Reader にてAdobeが拡張した オブジェクト、プロパティについてのドキュメント) | 8                           |
| 1.7 Adobe Extension Level 1 | 1.7 Adobe Extension Level 1                                          | 2008   | XFA 2.5 (Extensions Level 1) およびXFA 2.6 (Extensions Level 2) サポート（XFA 2.6は以下のような分野向けに定義されている: XFA のセキュアな投稿、XFA Foreground (XFAF) 形式のサポート） | 8.1                         |
| 1.7 Adobe Extension Level 3 | Adobe Supplement to the ISO 32000, BaseVersion 1.7, ExtensionLevel:3 | 2008   | 256-bit AES 暗号化 PDF/A-2 向けXFA データセットの取り込み Adobe Flashアプリ (SWF)、ビデオ（H.264 形式Flashを含む）の再生、音声その他マルチメディア埋め込みの改良。Flash playerとの双方向スクリプティングの実装により、ナビゲーターSWFファイルはAdobe Flex2 モジュールから普通のSWFとして認識されるようになった。 XFA 2.5および 2.6 によるリッチテキスト対応, XFA 2.7および 2.8対応（XFA 2.7および2.8は以下のような分野向けに定義されている: Webサービスの認証ポリシー設定、WSDL/SOAP経由での投稿、タイプフェースの各国ロケール対応等） | 9                           |
| 1.7 Adobe Extension Level 5 | Adobe Supplement to ISO 32000-1, BaseVersion: 1.7 ExtensionLevel:5   | 2009   | XFA 3.0 | 9.1                         |
| 1.7 Adobe Extension Level 6 | 1.7 Adobe Extension Level 6                                          | 2009   | XFA 3.1 | 9.1                         |
| 1.7 Adobe Extension Level 8 | 1.7 Adobe Extension Level 8                                          | 2011   | XFA 3.3 (Flash/SWF と XFA の統合), AES-256によるパスワード暗号化方式をExtension Level 3から変更。チェックのアルゴリズムに弱点が見つかったことへの対応。 仕様書は 2014年4月現在公開されていない。 | X (10)                      |

Adobeは PDF 1.8 Reference の発行予定はないものとしている。将来のバージョンの PDF 仕様は ISO 技術委員会より発行される。しかしながら、AdobeはISO 32000-1(PDF 1.7) の発行後にも自社製品の新機能に対応したプロプライエタリな拡張機能についてドキュメントを発行している。これはISO 32000-1 の Annex E に定められた拡張性の仕様に基づいたものである。
PDF 仕様は過去バージョンを包含する。PDF 1.7 仕様は 1.0 から 1.6 までの過去のバージョンで実装された機能をすべて記載している。アドビは ISO 32000-1 策定に際していくつかの機能を削除したが、これらは deprecated（廃止） としてマークされている。.

## ISO による標準化
2007年1月29日、アドビは国際標準化機構(ISO)での規格化のためPDF 1.7仕様の完全な仕様を米国国家規格協会(ANSI)およびEnterprise Content Management Association (AIIM)に提出すると発表した。このため、ISOにおけるPDF仕様のバージョン番号は1.7以降からはじまっており、アドビの立場はISOの技術委員会の一メンバーとなった。
ISOの"完全機能版PDF"の規格はISO 32000という番号で発行された。完全機能版というのは、この規格がアドビのPDF仕様のサブセットではないことを示し、すなわち ISO 32000-1 ではアドビのPDF 1.7 仕様で定義されたものをすべて含んでいる。ただし、アドビはのちにISO規格にない拡張仕様を発行している。またPDF規格にはプロプライエタリな機能が含まれており、外部仕様としての参照しか書かれていない。これらはPDF 2.0 にてプロプライエタリな技術を排除する方針により撤廃された。
PDFドキュメントでISO 32000-1準拠をうたうものはPDFバージョン番号1.7 と表記する。アドビの拡張機能を用いたドキュメントはPDF ベースバージョン1.7 であるが、これに加えて文書作成中にいずれの拡張を使用したかも明示される。
ISO 32000-2に準拠したPDFドキュメントはバージョン2.0と表記され、開発者の間では"PDF 2.0ドキュメント" と通称される。

### ISO 32000-1:2008 (PDF 1.7)
PDF 1.7の仕様書の最終版は 2008年1月に ISO Technical Committee 171にて採択され,2008年7月1日に ISO 32000-1:2008 Document management – Portable document format – Part 1: PDF 1.7として公開された。
ISO 32000-1:2008 はPDFの機能を全て定義した初の規格である。それ以前にISO PDF規格になったもの (PDF/A, PDF/X, 等) は特定分野に適用されるサブセットである。ISO 32000-1はAdobe PDF仕様1.0から1.6で定められた物を網羅しているが、以前のバージョンの一部の機能はアドビにより削除されており、PDF 1.7についても同様である。
ISO 32000-1のドキュメントはアドビのPDF Reference, sixth edition, Adobe Portable Document Format version 1.7, November 2006をベースにしており、ISO Technical Committee 171 (ISO/TC 171), Document management application, Subcommittee SC 2, Application issuesによる特別なファストトラック (Fast-track procedure) 制度により審査された。

ISO PDF 規格の要約 (abstract) には以下のように記述されている。:
ISO 32000-1:2008 は電子文書のユーザーが交換と閲覧を行うにあたり、作成した環境に依存することなく再現し、閲覧および印刷するための形式を定義する。その目的とするところはPDFファイルを作成するソフトウェア、既存のPDFファイルを閲覧およびコンテンツを画面に表示するよう解釈しユーザーと対話するソフトウェア、またその他の用途のためにPDFファイルを読み書きする各種製品の開発者に供するものである。
ISO 32000-1 の中にはアドビのプロプライエタリな仕様の部分がいくつか引用規格とされており、（Adobe Acrobat JavaScriptやXFA (XML Forms Architecture) など) ISO 32000-1に準拠するためにはこれらが不可欠となっている。

### ISO 32000-2: 2017 (PDF 2.0)
新しいバージョンのPDF規格はISOの TC 171 SC 2 WG 8  により、ISO/CD 32000-2 - Document management – Portable document format – Part 2: PDF 2.0として策定され、2017年7月に公開された。 
ISO 委員会のPDF2.0 策定のゴールはPDF言語の進化と洗練および、すでに使用されなくなった機能（XObject names など）の廃止、アドビのプロプライエタリな仕様(Adobe JavaScript, リッチテキスト等）の規格化である。 
"PDF-2.0" として知られる ISO 32000-2 はPDF仕様を最初からISO内部のコミュニティプロセス (TC 171 SC 2 WG 8)で開発した最初のアップデートである。TC 171 メンバーまたはオブザーバーの所属国内にある関心を持つ組織は、その国の会員団体またはTC 171 SC 2 の事務局に連絡すること。 PDF Association のメンバーは同組織とISOのTC 171 SC 2 のカテゴリーA承認を経て ドラフトにレビューおよびコメントを行うことができる。 

### ISO TC 171 SC 2 WG 8
（TCは「専門委員会」、SCは「分化委員会」、WGは「作業グループ」の略。ISOの組織については国際標準化機構を参照）
2008年にPDF リファレンスをISO規格として策定するために結成された。ISO TC 171 SC 2 ワーキンググループ 8 は年に二度のミーティングを実施し、15か国以上のメンバーが出席する。電話での出席も可能である。

### ISO で定義された PDF のサブセット規格
1995年より、アドビはISOが発行する各種の技術仕様の策定に参加しており、特定業種、利用目的に応じたPDF規格のサブセットを定義している。（PDF/X, PDF/Aなど) これら特化されたサブセットである規格は完全版のPDF仕様から目的上不要または問題を生じる機能を取り除き、元のPDF仕様では「オプショナル」（必須ではない）であった項目を必須としたものである。
以下の規格がISOで規格化済み、または策定中である。:
- PDF/X(2001年策定 - ISO 15929 および ISO 15930 標準) - PDFを元に策定された、印刷分野のプリプレス用途を目的としたファイル形式。 ISO15930として標準規格化されている。(ISO TC 130 にて策定) 印刷時のデータ交換をスムーズにするため、通常のPDFで使える機能を一部制限している。PDF1.3, 1.4, 1.6 に準拠している。
- PDF/A (2005年策定 - 一連のISO 19005 標準) - PDFを元に策定された、電子ドキュメントの長期保存を目的としたファイル形式。ISO 19005として標準規格化されている。(ISO TC 171 にて策定) PDF/Aは特に欧州を中心に使われており、対応するソフトウェアも欧州製のものが多い。現在、PDF/A-1（ISO19005-1）はPDF 1.4ベースで、PDF/A-2, PDF/A-3 はISO 32000-1 ベースである。
- PDF/E (2008年策定 - ISO 24517) - PDFを元に策定された、エンジニアリングワークフローにおける使用を目的としたファイル形式。ISO24517として標準規格化されている。(ISO TC 171 にて策定) 知的権利の安全な配布やCADデータなどの複雑な3次元データなどをPDFに組み込むことを目標にしている。
- PDF/VT (2010年策定 - ISO 16612-2) - 可変データやトランザクション文書を扱うのを目的としたファイル[39]。2010年8月にISO より ISO 16612-2 として出版された。(ISO TC 130 にて策定)[40]
- PDF/UA (2012年策定 - ISO 14289-1) - ユニバーサルアクセシビリティへの対応を目的としたファイル形式。視力や運動能力に障害のある人にも利用できるように特化させたもの。ISO 14289-1:2012 (PDF/UA) が2012年8月に出版された。(ISO TC 171 にて策定)

- PAdES - ISO32000-2に含まれる予定。PDF文書のオープンな標準に基づく電子署名と長期保管を目的としたPDFの拡張。欧州電気通信標準化機構 (ETSI) により策定ならびに公開され、ISO32000-2に反映された。

### その他のPDFのサブセット規格
PDF Association では PDF 2.0のサブセットとして PDF/raster 1.0 を2017年に発行した。 PDF/raster は複数ページのラスターイメージを結合、転送、交換するためのもので、特にスキャン文書を対象にしている。